# Strada Pia
Strada Pia ist ein deutsch-italienischer Filmessay von Georg Brintrup aus dem Jahr 1983. Anhand einer antiken Straße in Rom, der Via Nomentana, beschreibt er die Wege, die Literatur und Architektur der letzten 400 Jahre gingen. Heute bezeichnen drei Namen den Verlauf der Straße: Via Quirinale, Via XX Settembre und Via Nomentana.

## Handlung
Der Film beginnt seine Erzählung im Zentrum Roms, folgt dem Verlauf der Straße, wie sie sich heute präsentiert, und endet in der Peripherie, weit vor den Toren der Stadt. Ein Filmteam inszeniert mit Schauspielern zwölf Szenen aus Werken der italienischen Literatur der letzten 400 Jahre und stellt sie optisch der Architektur der jeweiligen Zeit gegenüber, die sich entlang der Straße befindet. Von Torquato Tasso bis Pier Paolo Pasolini kommen Autoren zu Wort. Von der Renaissance zur serienmäßigen Standard-Architektur der siebziger Jahre wird ihr „Baukunst“ gegenübergestellt.

## Hintergrund
Der filmische Essay beruht auf einer These von Victor Hugo: “Die Baukunst ist bis ins fünfzehnte Jahrhundert die umfassende Chronik der Menschheit. In diesem Zeitraum ist kein auch nur halbwegs entwickelter Gedanke auf der Welt erschienen, der nicht Bauwerk geworden wäre; (…) die Menschen haben nichts von Bedeutung gedacht, was sie nicht in Stein geschrieben hätten. Und warum? Weil doch jeder Gedanke (…) dauern will: weil die Idee, die eine Generation bewegt, Spuren hinterlassen will. (…) Im fünfzehnten Jahrhundert wird alles anders. Der menschliche Geist entdeckt ein Mittel um fortzuleben, das nicht nur dauerhafter und widerstandsfähiger ist als die Baukunst, sondern auch einfacher und handlicher. Die Baukunst wird entthront. Auf die steinernen Buchstaben des Orpheus folgen die bleiernen Gutenbergs. Das Buch tötet das Bauwerk. (…) Gedruckt ist der Gedanke unvergänglicher denn je. (…) Seit dem sechzehnten Jahrhundert wird die Krankheit der Baukunst sichtbar; sie ist schon nicht mehr wesentlicher Ausdruck der Gemeinschaft; (…) Die anderen Künste befreien sich, zerbrechen das Joch der Baukunst, und jede geht ihren Weg. (…) Alle Kräfte, die das menschliche Denken bis dahin auf Bauwerke verwandt hatte, verwendet es nun an Bücher. (…) Die Baukunst ist tot, tot für immer; getötet durch das gedruckte Buch, weil sie weniger dauerhaft ist, getötet, weil sie mehr kostet.”

## Filmtitel
Der Filmtitel Strada Pia übernimmt den Namen, der der Straße 1565 gegeben wurde, nachdem Papst Pius IV. sie erweitert hatte und von Michelangelo die Porta Pia bauen ließ. Das Jahrhundert gilt (nach der These von Victor Hugo) als die Zeit als alle Kräfte, die das menschliche Denken bis dahin auf Bauwerke verwandt hatte, nun an Bücher verwendet werden.

## Kritiken
„Der Rhythmus des Films folgt der dargestellten Literatur, der Architektur. Es sind die Worte der Dichter, die Formen der Architekten, die sozusagen dem Film das Leben einhauchen. (…) Der Zuschauer selbst nimmt an der Entstehung des Films teil; wohl deshalb nennt der Autor seinen Film einen 'film infinito' (einen ‘Film ohne Ende’). Der Zuschauer wird aufgefordert, selbst Verbindungen herzustellen zwischen der Literatur, der Musik, der Architektur und – dem Lärm des römischen Verkehrs. Ein gelungenes Experiment, die Geschichte einer Straße darzustellen.“

„Ein hochgestecktes Ziel hat sich der in Rom lebende junge deutsche Filmemacher Georg Brintrup gesetzt: Sein Film “Strada Pia” - Gang durch eine Straße in Rom – versucht, mehr zu sein als ein gewöhnlicher “Kulturfilm”. Immer wieder durchbricht er die Schranken des eingängig Dokumentarischen, des Kunsthistorischen, um auf das eigene Medium, den Film, zu verweisen. (…) So wird der Gang der römischen Kulturgeschichte vom Pomp der katholischen Kirche bis zum italienischen Faschismus und darüber hinaus verfolgt, ein Weg nachgezeichnet, der, so ist dem Film zu entnehmen, symptomatisch sein soll für jede Kultur: Nämlich der Weg von der Theokratie zur Demokratie mit ihren zeitgenössischen Krisenerscheinungen.“